# Ivano Nicolucci
Ivano Nicolucci (Predappio, 7 gennaio 1930 – Predappio, 2 maggio 2002) è stato un musicista e compositore italiano nell'ambito del liscio romagnolo.

## Biografia
Primo di tre fratelli, inizia a lavorare giovanissimo per aiutare i genitori e per poter coltivare la propria passione per la musica; infatti, come nella maggior parte delle famiglie romagnole del dopoguerra, durante il giorno si dedica ai mestieri più diversi e di sera prende lezioni di clarinetto da Quinto Bartoletti, responsabile anche della formazione musicale di altri solisti, tra cui Silvano Prati e Dervis Cappelli.
Negli anni cinquanta, già con una famiglia a carico, comincia a lavorare in un calzaturificio e contemporaneamente suona in alcune formazioni locali come "i Moretti", l'orchestra di Ellyx Bellotti e quella del maestro Coletto. Nel 1961 entra a far parte dell'orchestra del maestro Secondo Casadei, iniziando a lavorare come musicista a tempo pieno. È in questo periodo che muove i primi passi anche come compositore, firmando per il Maestro alcuni dei suoi pezzi più famosi.
Gli anni settanta rappresentano l'apice della carriera di Nicolucci, che nel 1972 forma insieme ai maestri Franco Bergamini e Ivan Novaga un'orchestra propria, La Vera Romagna, che assume ben presto portata nazionale ed internazionale. In occasione della Festa dell'Unità di Milano la stampa del settore la definisce come "la Nazionale del liscio", alludendo al ruolo di portabandiera della musica folcloristica romagnola che essa assume dopo la morte del Maestro Casadei.
Nel 1973 l'orchestra partecipa all'"Incontro internazionale folcloristico" di Ragusa in Jugoslavia come rappresentante della Romagna e registra insieme a Claudio Villa il disco "Claudio Villa .... liscio e ballo con l'orchestra La Vera Romagna" distribuito in molti paesi europei. Dal 1974 al 1976 prende parte anche a numerose trasmissioni televisive, tra le quali "Un'ora con voi" presentata da Corrado, "Alle sette della sera" presentata da Christian De Sica, uno speciale della Rai registrato per la Germania e presentato da Claudio villa e Corrado e uno speciale sulla musica folk trasmesso in tutta Europa.
In questo periodo il maestro si iscrive alla SIAE come compositore e paroliere. Nel 1975, 1976 e 1977 vince per tre volte di seguito il "Premio nazionale del Paroliere", presentato da Daniele Piombi e Alberto Lupo. Oltre a una notevole attività concertistica (fino a 300 serate l'anno), la quasi sessantennale carriera di Nicolucci è caratterizzata anche da un'intensissima attività compositiva che vanta ben 30 dischi incisi, per un totale di quasi 400 brani, tra i quali le famosissime "Batticuore" ed "Edilio ", entrate ormai nel novero dei classici del genere.
Numerose anche le collaborazioni con musicisti italiani e non, tra cui il violinista rumeno Christian Pintilie, l'armonicista Alberto Borsari, i fisarmonicisti Costantino Zizza e Ruggero Passarini e il clarinettista Tonino Zoli (in arte "Tugnaz"), con il quale calcava i palchi di tutta Italia già all'epoca dell'orchestra Casadei. Negli anni '80 fonda una propria casa editrice musicale, "la Prè", attraverso la quale pubblica i propri brani e quelli del figlio Edilio, anch'egli musicista.
Nel 1992 nasce a Castenaso il "Club amici di Ivano Nicolucci", con lo scopo di far conoscere la musica romagnola attraverso la promozione di iniziative culturali e sociali senza fini di lucro.
Nicolucci si rese inoltre promotore di molte esibizioni gratuite a favore di istituti assistenziali, ospedali psichiatrici e carceri. Partecipò in prima persona a iniziative benefiche in favore della casa famiglia "Giovanni XXIII" di Predappio Alta e della "Associazione Cardiologica Forlivese", con la quale la famiglia Nicolucci, nella persona del figlio Edilio, ha continuato a collaborare anche dopo la morte del maestro avvenuta nel 2002. A partire da quell'anno si svolge ogni inverno presso il teatro Diego Fabbri di Forlì il "Memorial Ivano Nicolucci ", i cui proventi vengono devoluti interamente a questa associazione.